# 玉米素
玉米素是一种具有腺嘌呤结构的細胞分裂素，以顺式、反式或其异构体混合物的形式存在。它是在玉米属中被发现的，并因此得名。它及其衍生物存在于很多植物的提取物中，是椰奶的活性成分，可促进植物生长。